# África dos Meus Sonhos
I Dreamed of Africa (bra/prt: África dos Meus Sonhos) é um filme estadunidense de 2000, do gênero drama romântico-biográfico, dirigido por Hugh Hudson, com roteiro de Paula Milne e Susan Shilliday baseado no livro autobiográfico I Dreamed of Africa, de Kuki Gallmann,escritora italiana que se mudou para o Quênia e se envolveu em trabalhos de biologia da conservação.
Estrelado por Kim Basinger, Vincent Perez, Eva Marie Saint, Garrett Strommen, Liam Aiken e Daniel Craig,foi exibido na seção Un Certain Regard, no Festival de Cannes de 2000.
A trilha sonora inclui "Voi che sapete", cantada por Brigitte Fassbaender (mezzo soprano), com a Orquestra Filarmônica de Viena com István Kertész regendo, a partir do Ato 2 da ópera Le nozze di Figaro, K. 492, composto por Wolfgang Amadeus Mozart. Este foi um dos últimos filmes do aclamado compositor Maurice Jarre.
O filme, no todo, não foi bem recebido, apesar dos elogios à performance de Kim Basinger. Foi dado um ranking de 10% no Rotten Tomatoes com base em 102 avaliações. Basinger ganhou uma indicação ao Framboesa de Ouro de Pior Atriz (Kim Basinger também foi indicada por Bless the Child).
Foi também um enorme fracasso financeiro; seu orçamento era de US$ 50 milhões, enquanto o faturamento mundial era inferior a US$ 15 milhões.

## Sinopse
Após acidente de carro, a socialite italiana divorciada Kukki (Kim Basinger) decide tomar sérias decisões que mudarão sua vida: casar-se com o amigo Paolo (Vincent Perez) e mudar-se com ele e seu filho pequeno, fruto de um casamento anterior, para o Quênia na África, onde eles começam um rancho. Ela enfrenta muitos problemas, tanto físicos quanto emocionais, que irão testá-la e descobre a paixão pelo continente africano.

## Elenco
- Kim Basinger .... Kuki Gallmann
- Vincent Perez .... Paolo Gallmann
- Eva Marie Saint .... Franca
- Daniel Craig .... Declan Fielding
- Liam Aiken .... Emanuele aos 7 anos
- Garrett Strommen .... Emanuele aos 17 anos
- Lance Reddick .... Simon
- Connie Chiume .... Wanjiku